# Оцінка родовищ
Оцінка родовищ — визначення пром. значущості виявів, аномалій і родовищ корисних копалин за допомогою комплексу геол. методів (геол. оцінка) і економічних розрахунків (економ. оцінка).
Проводиться на всіх стадіях їх вивчення, розвідки і пром. освоєння — від регіонального прогнозування до повної відробки. Осн. значення О.р. має безпосередньо після виявлення родовища (з метою розв'язання питання про доцільність організації на ньому розвідувальних робіт), при переході від попередньої розвідки до детальної, перед передачею родовища для пром. освоєння і напередо-дні завершення відробки виявлених і розвіданих покладів корисних копалин. На 4-х ранніх стадіях геологорозвідувального процесу (регіональне вивчення території, геологознімальні роботи із загальними пошуками, пошукові роботи, пошуково-оцінні роботи) на основі загальних геол. даних проводиться оцінка можливих перспектив тієї або іншої площі загалом (рудна провінція, рудний пояс, рудна зона, рудний район, рудний вузол; басейн, структура і ін.).
Виходячи з певної геол. концепції на геол. картах відповідного масштабу виділяються площі (зони, басейни, структури), що підлягають детальнішому вивченню. При підготовці родовища до пром. освоєння здійснюється багатоваріантна порівняльно-економічна оцінка і вибір економічно найбільш рентабельного об'єкта з числа розвіданих однотипних родовищ.